# A-405
La A-405 es una carretera andaluza entre las provincias de Málaga y Cádiz.

## Descripción
Se trata de la prolongación de la carretera A-369 entre Ronda y Gaucín. En sus primeros kilómetros ofrece vistas espectaculares de la Costa del Sol; desde ella se puede ver todo el arco desde Marbella hasta Tarifa. 
La carretera comunica este pueblo malagueño con San Roque en un itinerario paralelo al ferrocarril Bobadilla-Algeciras, y sirve a las localidades intermedias en el recorrido como San Pablo de Buceite, Jimena de la Frontera (donde empieza la CA-8201 hacia Ubrique) y Castellar de la Frontera, ofreciendo vistas del parque natural de Los Alcornocales. Sus últimos cuatro kilómetros conforman una variante de la Estación de San Roque y Taraguilla, evitando la antigua travesía, antes de su fin en la salida 116 de la A-7.
Recientemente se ha adjuntado un carril-bici protegido por una mediana, entre la Estación de San Roque y Castellar. A partir de aquí la vía ciclista continúa por el margen de la carretera A-2100 en dirección a Guadiaro.

## Galería de imágenes

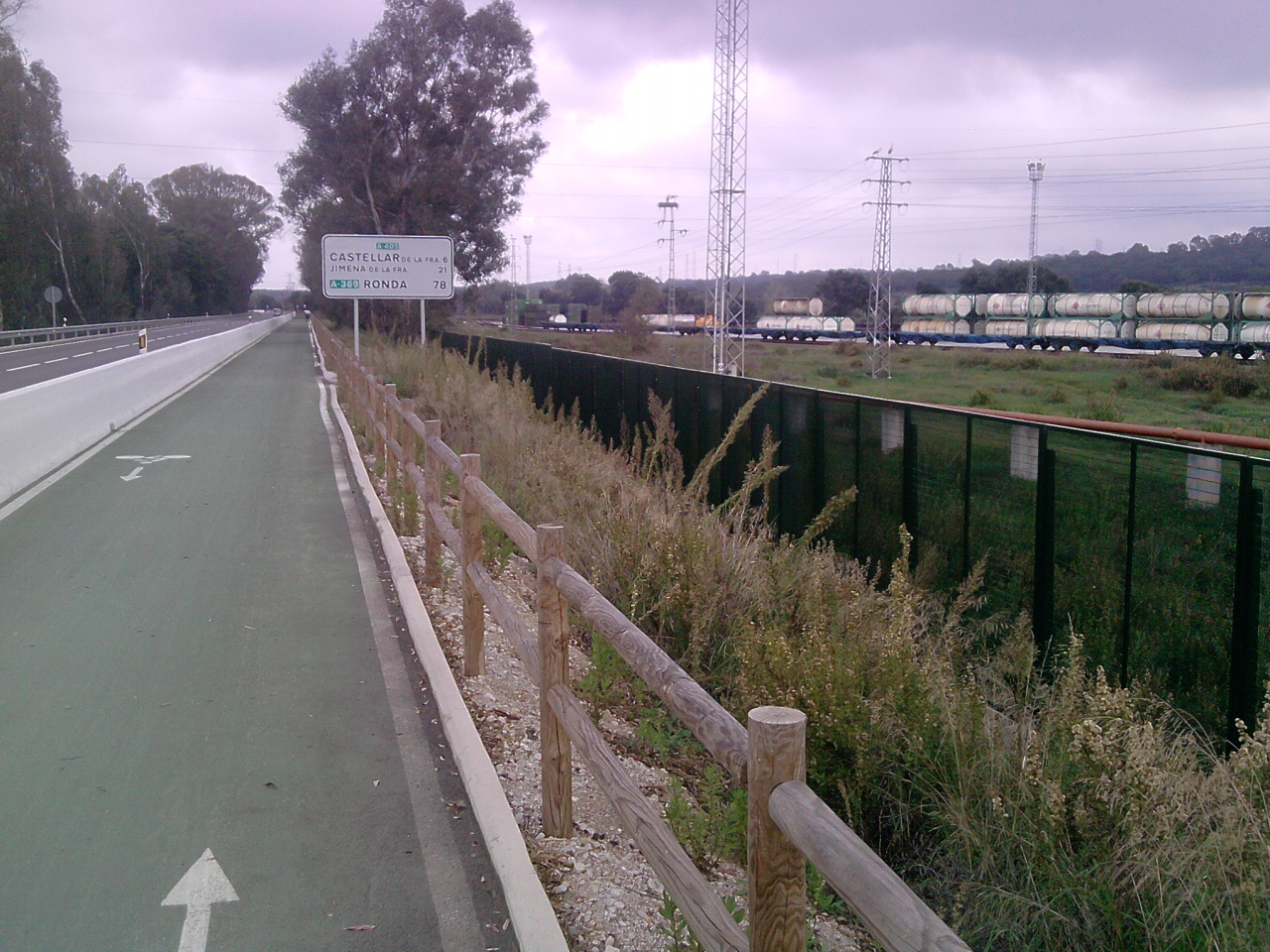
Carril bici de la A-405 y trenes de mercancías en la estación de San Roque.
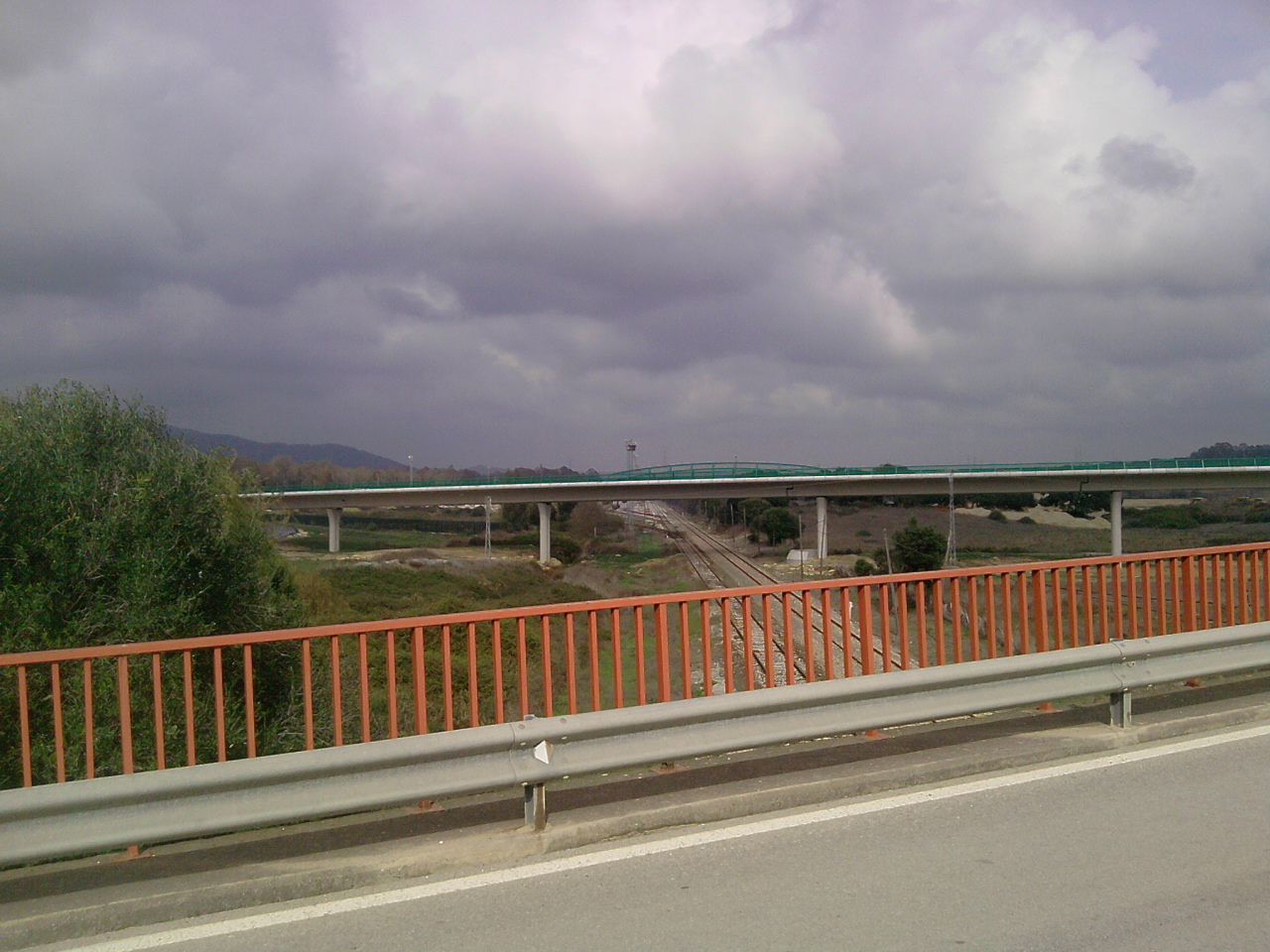
Al fondo, viaducto de la A-405 sobre el ferrocarril Bobadilla-Algeciras.
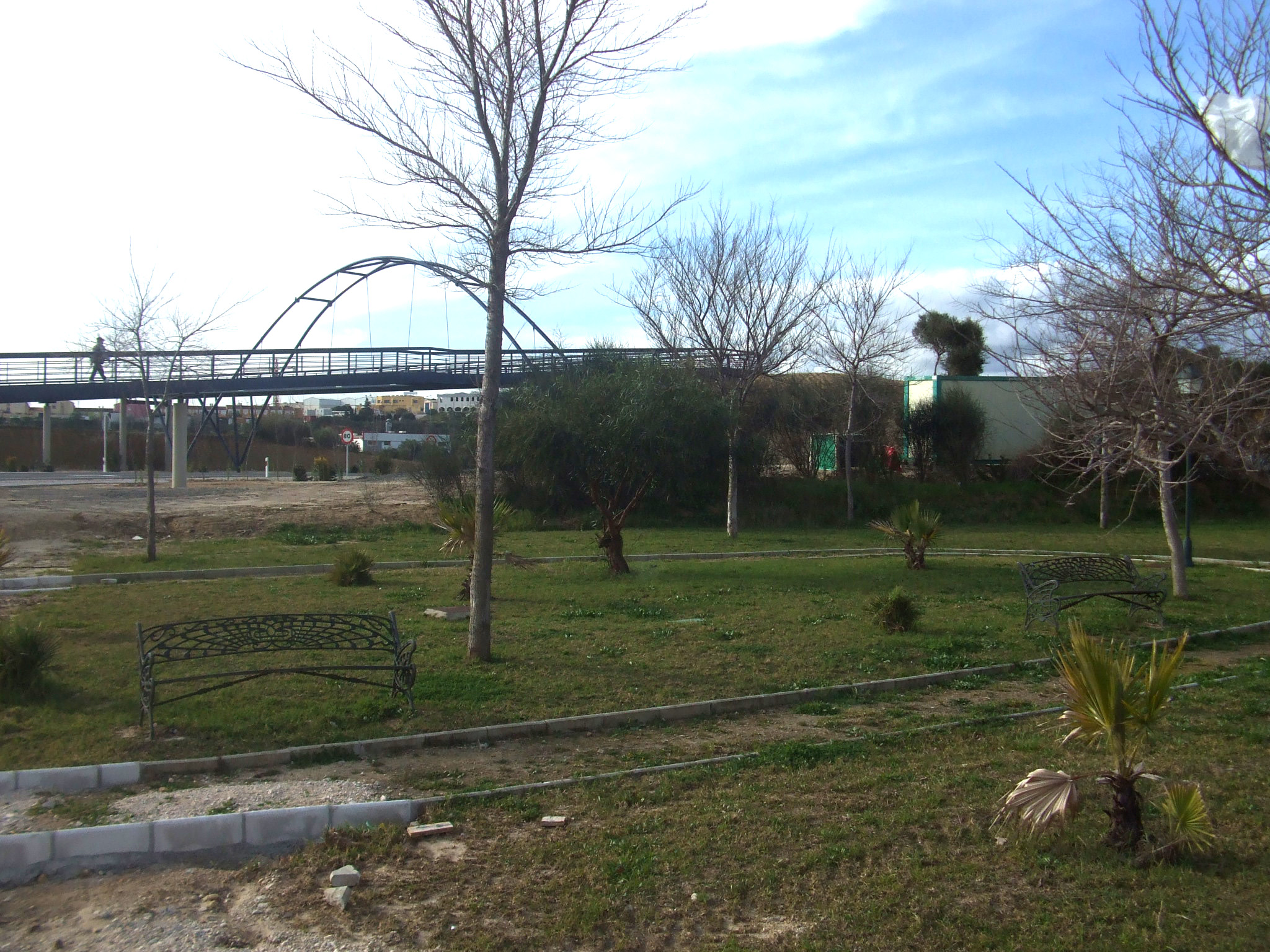
Fin de la A-405 en el Parque Miraflores.